# Мей Джемисън
Мей Керъл Джемисън (на английски: Mae Carol Jemison) е астронавт на НАСА, участник в един космически полет.

## Образование
Мей Джемисън завършва колежа Morgan Park High School  в Чикаго, Илинойс през 1973 г. През 1977 г. завършва Станфордския университет в Станфорд, окръг Санта Клара, Калифорния с бакалавърска степен по инженерна химия. През 1981 г. завършва медицина в Университет Корнел, Ню Йорк. Специализира в Медицинския център на Лос Анджелис. През 1995 г. става професор в същото висше учебно заведение.

## Служба в НАСА
Мей К. Джемисън е избрана за астронавт от НАСА на 5 юни 1987 г., Астронавтска група №12. Участник е в един космически полет и има повече от 190 часа в космоса.

### Космически полети
| Космически полет на Мей Керъл Джемисън                         | Космически полет на Мей Керъл Джемисън | Космически полет на Мей Керъл Джемисън | Космически полет на Мей Керъл Джемисън | Космически полет на Мей Керъл Джемисън | Космически полет на Мей Керъл Джемисън | Космически полет на Мей Керъл Джемисън |
| №                                                              | Дата                                   | КК                                     | Емблема на мисията                     | Функции                                | Продължителност                        |                                        |
| -------------------------------------------------------------- | -------------------------------------- | -------------------------------------- | -------------------------------------- | -------------------------------------- | -------------------------------------- | -------------------------------------- |
| 1                                                              | 12 септември 1992                      | „Индевър“, мисия STS-47                | STS-47                                 | Специалист на мисията                  | 7 денонощия 22 час 30 мин. 23 сек.     |                                        |
| Сумарно време в космоса – 7 денонощия 22 час 30 минути 23 сек. |                                        |                                        |                                        |                                        |                                        |                                        |

## След НАСА
Д – р М. Джемисън напуска НАСА през март 1993 г. Дълги години работи в Корпуса на мира като медицински офицер и пътува в Либерия и Сиера Леоне. За тази си дейност е многократно награждавана с различни хуманитарни награди.

## Награди
- Медал на НАСА за участие в космически полет (1992 г.).